# Neuropatía óptica
El término neuropatía óptica hace referencia a una lesión o pérdida de funcionalidad en el nervio óptico que puede estar originada por múltiples causas y ocasiona en general pérdida de visión y déficit en el campo visual. Muchas de las enfermedades que la causan no disponen de tratamiento efectivo. En otras, como el glaucoma, el diagnóstico y tratamiento precoz son de gran importancia para evitar su progresión.
Cuando la neuropatía óptica llega a una fase en la que los daños al nervio óptico son irreversibles, se emplea el término de atrofia óptica para describir esta situación. Dado que la atrofia óptica se caracteriza por cambios en el color y estructura de la porción inicial del nervio óptico, puede diagnosticarse al observar el fondo de ojo con un oftalmoscopio. La atrofia se acompaña de un grado variable de perdida de la capacidad visual que no es posible recuperar.

## Causas
Las diferentes causas pueden agruparse en los siguientes grupos:

### Congénitas
Se trata en general de enfermedades o trastornos hereditarios, cuyas manifestaciones clínicas están presentes en el momento del nacimiento o aparecen en los primeros años de vida. En este grupo se encuentran la Neuropatía óptica hereditaria de Leber, el coloboma de papila, la atrofia óptica de Kjer, la leucodistrofia metacromática y el Síndrome de Wolfram.

### Neuritis óptica
Se caracterizan por la aparición de procesos inflamatorios en el nervio óptico. Puede estar originada, entre otras muchas causas, por una infección por el virus del herpes zóster, Neuromielitis óptica o una esclerosis múltiple con afectación del nervio óptico.

### Compresivas
Están causadas por una compresión externa sobre el nervio óptico que acaba por lesionarlo. Los procesos tumorales de la órbita o el interior del cráneo pueden actuar mediante este mecanismo.

### Tóxicas y metabólicas
Pueden producirse, por ejemplo, por consumo de alcohol metílico. Este tipo de neuropatía óptica puede ser muy grave y conducir a ceguera en un plazo corto de tiempo, como ocurrió en España masivamente con el «caso del metílico» en 1963.
Entre las causadas por una nutrición inadecuada, se encuentra la deficiencia de vitaminas del complejo B, principalmente tiamina (vitamina B1) y vitamina B12. La deficiencia de piridoxina (vitamina B6), niacina (vitamina B3), riboflavina (vitamina B2) y ácido fólico pueden también ser relevantes.

### Isquémicas
Es una de las causas más frecuentes y se debe a la falta de riego sanguíneo de las neuronas que forman el nervio óptico y la consecuente falta de oxígeno, lo cual ocasiona su necrosis y pérdida de función. 
Puede estar producida por un trombo (infarto del nervio óptico) u otras enfermedades como la arteritis de células gigantes también llamada arteritis de la temporal.

### Traumáticas
Están originadas por un traumatismo severo que lesiona las fibras del nervio óptico.

### Glaucoma
Una de las causas más frecuente de neuropatía óptica es el glaucoma. El factor de riesgo principal para desarrollar esta enfermedad es la elevación de la presión intraocular. 
El daño que se produce en el nervio óptico en el glaucoma es de origen multifactorial y parece ser que están implicados diferentes factores. Entre ellos figuran la compresión mecánica por la hipertensión ocular, la isquemia por deficiente riego sanguíneo y la predisposición genética.